# Ted Martínez
Teodoro Noel Martínez Encarnación (nacido el de 10 de diciembre de 1947 en Barahona) es un ex infielder dominicano que jugó en las Grandes Ligas de Béisbol. Fue firmado por los Mets de Nueva York como amateur en 1966. Durante su  carrera en las mayores militó para Mets de Nueva York (1970-1974), Cardenales de San Luis (1975), Atléticos de Oakland (1975) y Los Angeles Dodgers (1977-79).
Debutó en la temporada de 1970 con los Mets participando en cuatro juegos. Martínez ayudó a los Mets a ganar el banderín de la Liga Nacional en 1973, a los Atléticos a ganar en 1975 en la División Oeste de la Liga Americana y a los Dodgers en 1977 y 1978 en la Liga Nacional.
En sus nueve temporadas jugó en 657 juegos y tuvo 1,480 turnos al bate, 165 carreras anotadas,  355 hits, 50 dobles, 16 triples, 7 jonrones, 108 carreras impulsadas, 29 bases robadas, 55 bases por bolas, .240 en promedio de bateo, .270 porcentaje de embasarse, porcentaje de slugging de .309, 458 bases totales, 25 hits de sacrificio, 6 flies de Sacrificio y 12 bases por bolas intencionales.

## Liga Dominicana
Martínez jugó en la Liga Dominicana para el equipo Tigres del Licey durante 20 temporadas y marcando un récord de 661 hits, 76 dobles, 22 triples, 9 jonrones, 282 carreras anotadas, 222 carreras impulsadas con un promedio de bateo .266 en 2,482 turnos al bate.
Durante toda su carrera en la liga dominciana ha estado con casi todos los equipos desempeñándose como entrenador y dirigente. Teddy Martínez (como se le llama en dominicana) fue inmortalizado por Los Tigres del Licey como "Estelar de Estelares" donde se escogió los mejores 100 beisbolistas de ese equipo.
En la temporada 2010 fue nombrado entrenador de los Gigantes del Cibao